# Pedro Farreras Valenti
Pedro Farreras Valenti (4. travnja 1916. – 17. svibnja 1968.) je bivši španjolski hokejaš na travi. 
Na hokejaškom turniru na Olimpijskim igrama 1948. u Londonu je igrao za Španjolsku. Španjolska je završila zadnja u skupini "A" s jednom neriješenom i dva poraza te je na kraju dijelila 5. – 13. mjesto.